# Concrète

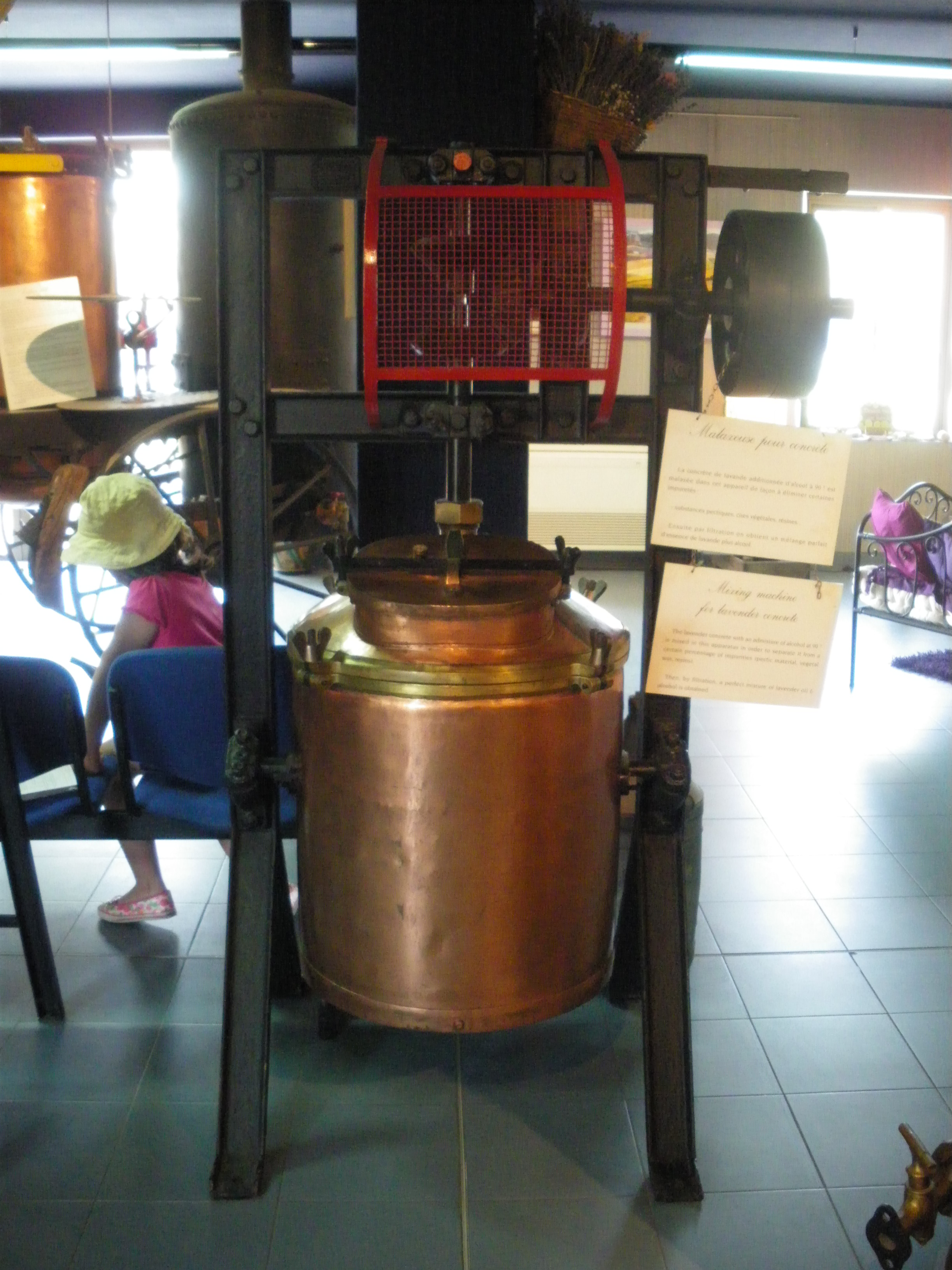
Malaxeur à concrète au musée de la Lavande.

La concrète ou essence concrète est un extrait obtenu à partir d’une matière première naturelle fraîche, par extraction au moyen d'au moins un solvant. Les solvants sont ensuite totalement ou partiellement éliminés.
La matière première est généralement d’origine végétale (fleurs, feuille).
La concrète se présente sous la forme d'une pâte plus ou moins dure. 
La concrète est ensuite purifiée à l'alcool pour obtenir l'absolue.